# قائمة نباتات الكويت
تحظى الكويت بمناخ صحراوي حار يتميز بتفاوت كبير في درجات الحرارة، فتصل درجة الحرارة شتاءاً إلى ما دون الصفر المئوي بينما تصل إلى 58 درجة خلال أشهر الصيف. كما من خصائص مناخ الكويت قلة الأمطار و عدم انتظامها من حيث الزمان و المكان، و يبلغ متوسط سقوط الأمطار السنوي 118 مليمتر. كل هذه العوامل تؤثر على نوعية و كمية النباتات البرية، فمعظم النباتات المعروفة تنمو في فصل الربيع و تدخل في مرحلة السكون خلال أشهر الصيف الحارة.

## نباتات البيئة الصحراوية

### نباتات واسعة الانتشار
- العرفج
- الرمث
- العضيد
- الأقحوان
- الثيل
- أصابع العروس
- الصفار
- الصمة
- لحية التيس
- الحالب
- الربلة
- الحويذان
- الخافور
- الكحيل
- عين بعارين
- السعدان

### نباتات متوسطة الانتشار
- الثندي
- التمام
- البروق
- دماغ الجربوع
- العنصيل
- البسباس
- الخبيزة
- الجلوة
- السليح
- الحسك
- الشكاعة
- القطينة
- اللصيق
- القليقلان
- اذنبان
- حمبزان
- القرين
- شدق الجمل

الجريشة

### نباتات نادرة
- القرظي
- أبو شارب
- الكشين
- الكحيل
- الخزامي
- عين القط
- الحويرة
- الطربة
- العويهيرة
- الحميض

## نباتات البيئة الساحلية

### نباتات ساحلية منتشرة
- الهرم
- الغردق
- الغدراف
- الأثل
- العوسج
- الشنان
- التليث

### نباتات ساحلية متوسطة الانتشار
- القلمان
- المليح
- الربلة
- الحدق

### نباتات ساحلية نادرة
- الوصال
- الرغل
- الحريزة
- القطينة